# Маккаллох, Дэнни
Дэниел Джозеф «Дэнни» Маккаллох (англ. Daniel Joseph 'Danny' McCulloch; 18 июля 1945 — 29 января 2015) — британский музыкант, наиболее известный как бас-гитарист психоделик-рок-группы 1960-х годов Eric Burdon & The Animals.

## Биография
Родился в Западном Лондоне, в Англии. Начал свою музыкальную карьеру в конце 1950-х годов, играя в группе The Avro Boys, которая позже взяла себе название Tony Craven & The Casuals. В 1960 году в The Casuals пришёл вокалист Фрэнки Рид. Спустя два года, в октябре 1962 года Маккаллох ушёл из группы. Также данная группа примечательна тем, что в ней играл будущий участник The Jimi Hendrix Experience Митч Митчелл.
После ухода из коллектива, Маккаллох вместе с барабанщиком Дереком Сирноном присоединился к группе Screaming Lord Sutch & The Savages и оставался в ней вплоть до марта 1963 года. В 1964 году Маккаллох и Сирнон основали группу The Plebs, которая записала всего один сингл. В середине 1966 Маккалох какое-то время был участником The Carl Douglas Set.
В конце 1966 года, после распада оригинального состава группы The Animals, Маккаллох присоединился к её новому составу, получившему название «New Animals». Они выпустили несколько альбомов и хит-синглов, среди которых были «San Franciscan Nights», «Monterey» и «Sky Pilot». Спустя время Вик Бриггс и Маккаллох оставили группу.
Вскоре они вместе образовали дуэт. В 1969 году группа выпустила альбом Wings of a Man. В 1971 году Маккаллох играл на бас-гитаре на сольном альбоме певца Reg King. В 1980-е годы, Дэнни работал медбратом в линкольширнской психиатрической больнице.
В 1993 году, он играл вместе с группой New Animals (без Эрика Бёрдона), которая исполняла старые хиты предыдущего коллектива. В 1995 году, Дэнни записал свой сольный альбом Beowulf. В 2000 годах, он был участником ещё одного проекта музыкантов Animals — Animals and Friends.
Он не имеет родства с Генри Маккалогом — музыкантом, сотрудничавшим в частности с оригинальным басистом Animals Чэсом Чандлером) и Джимми Маккаллохом — участником группы 1970-х, Wings.
Скончался от сердечного приступа 29 января 2015 года в возрасте 69 лет.

## Дискография

### Eric Burdon & The Animals
- 1967 Winds of Change
- 1968 The Twain Shall Meet
- 1968 Every One of Us

### Бриггс/Маккаллох
- 1969 Wings of a Man

### Сольные альбомы
- 1995 Beowulf